# 艾格瑟
艾格瑟，（Eggthér、Egdir、Egðir）。是北歐神話中的一名男巨人，被稱為「開心的艾格瑟」，是女巨人（可能是安格尔博达）的牧者，在鐵森林（Jarnvid）中養育惡狼。當「諸神的黃昏」（Ragnarok）降臨時，巨人國中的紅雞法亞拉（Fjalar）就會大聲啼叫，據說這隻雞就位在艾格瑟的頭上。平時他會待在蓋爾威德（Galgvid。鵝森林）中開心的彈奏豎琴，因為他確信巨人族會得到最後的勝利。